# Eleocharis cordillerana
Eleocharis cordillerana är en halvgräsart som beskrevs av S.González, Guagl. och Ruthsatz. Eleocharis cordillerana ingår i släktet småsäv, och familjen halvgräs. Inga underarter finns listade i Catalogue of Life.